# Чорний бусел (орнітологічний заказник)
Чо́рний бусе́л — орнітологічний заказник місцевого значення в Україні. Об'єкт розташований на території Камінь-Каширського району Волинської області, на північний схід і на захід від села Карасин та за 1,5 км на північний схід від с. Замостя. 
Площа 32,1 га. Статус присвоєно згідно з розпорядженням Волинської обласної ради народних депутатів від 03.03.1993 року № 18-р. Перебуває у віданні ДП «Маневицьке ЛГ» (Карасинське лісництво, кв. 31, вид. 23; кв. 44, вид. 50; кв. 51, вид. 21). 
Статус присвоєно для збереження трьох розрізнених частин лісового масиву з сосново-вільховими та березовими насадженнями з домішкою осики звичайної віком 60–90 років, де гніздиться лелека чорний — рідкісний вид птахів, занесений до Червоної книги України та міжнародних природоохоронних списків.

## Галерея

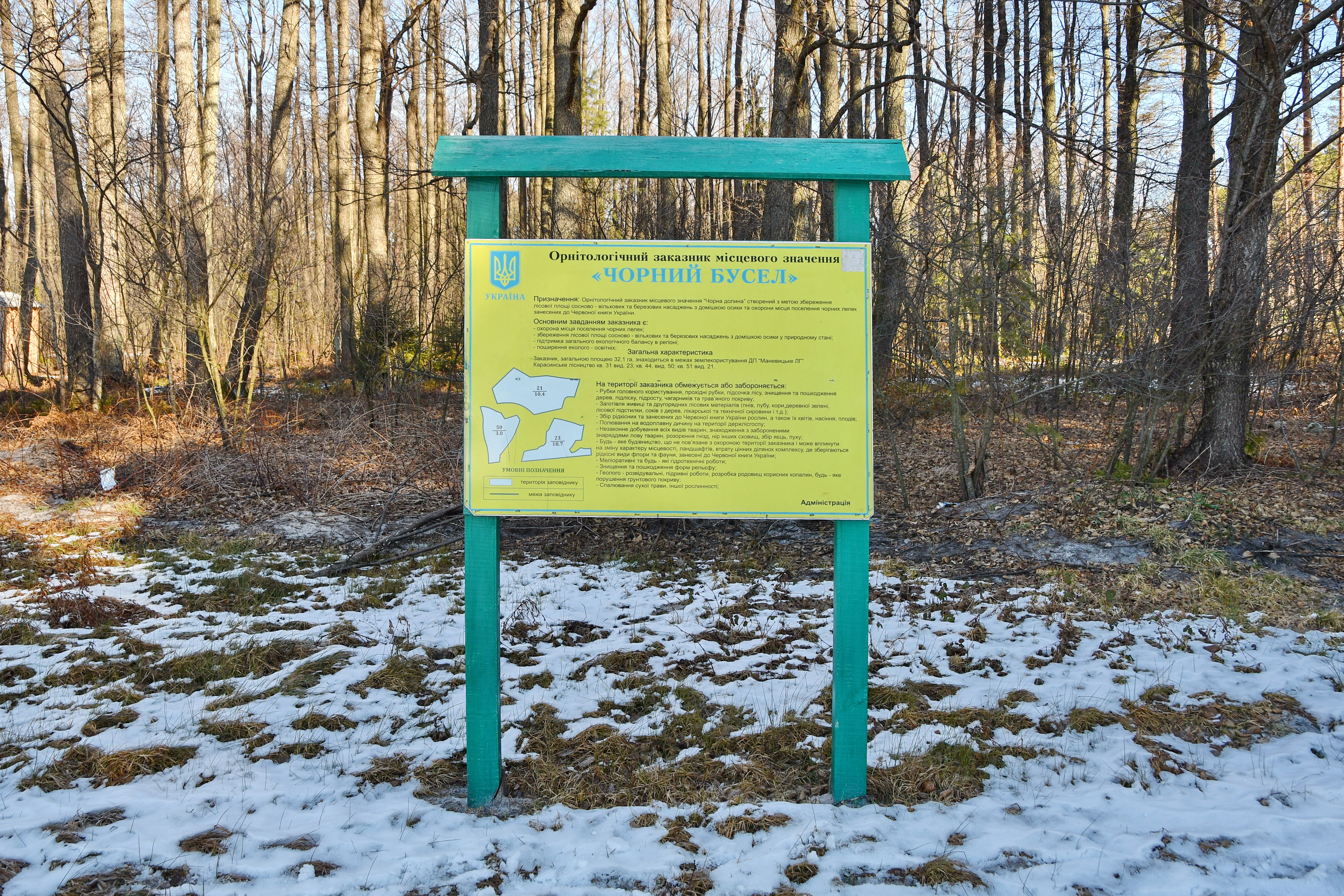
Інформаційна дошка
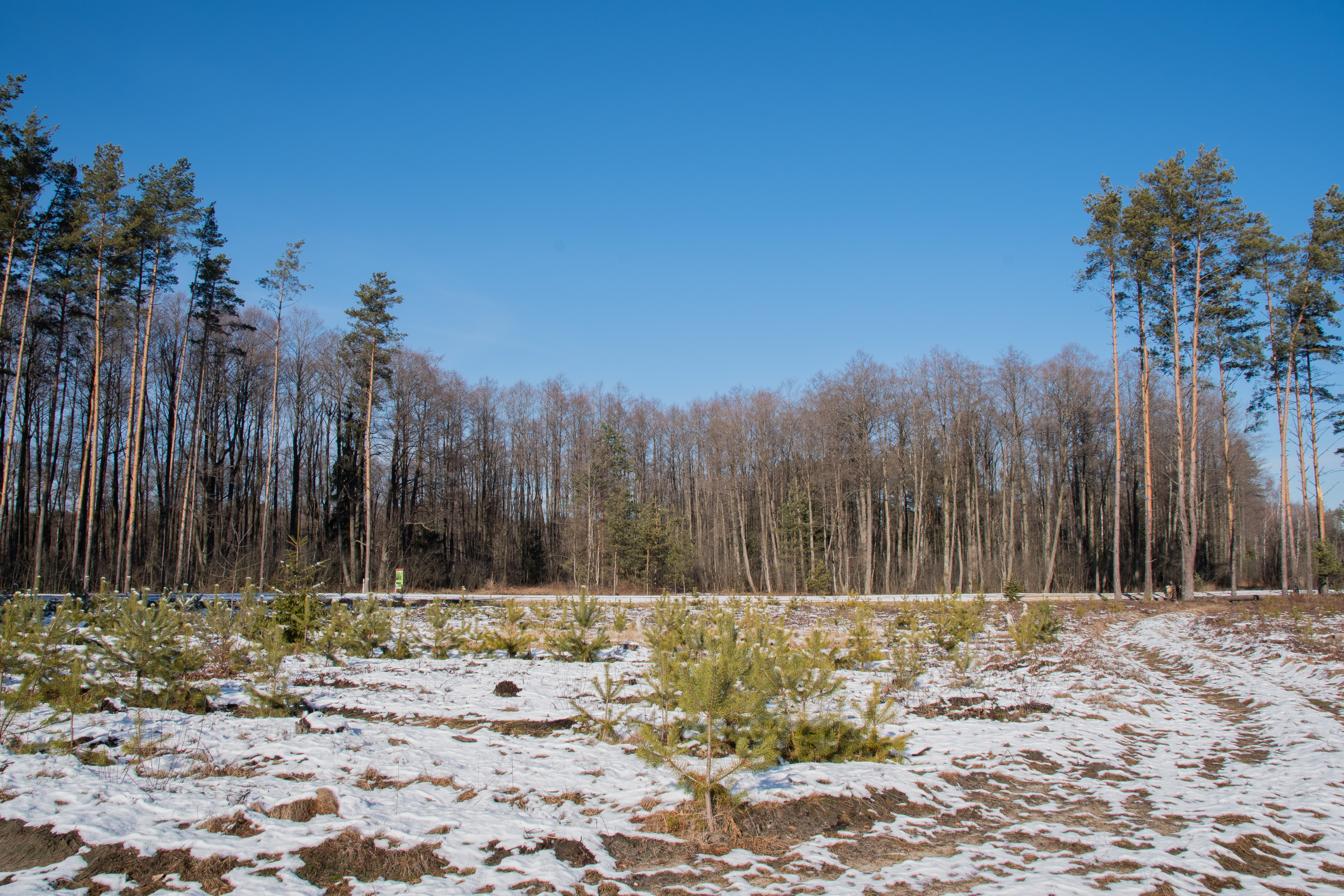
Вигляд зі сходу (кв. 44, вид. 50)
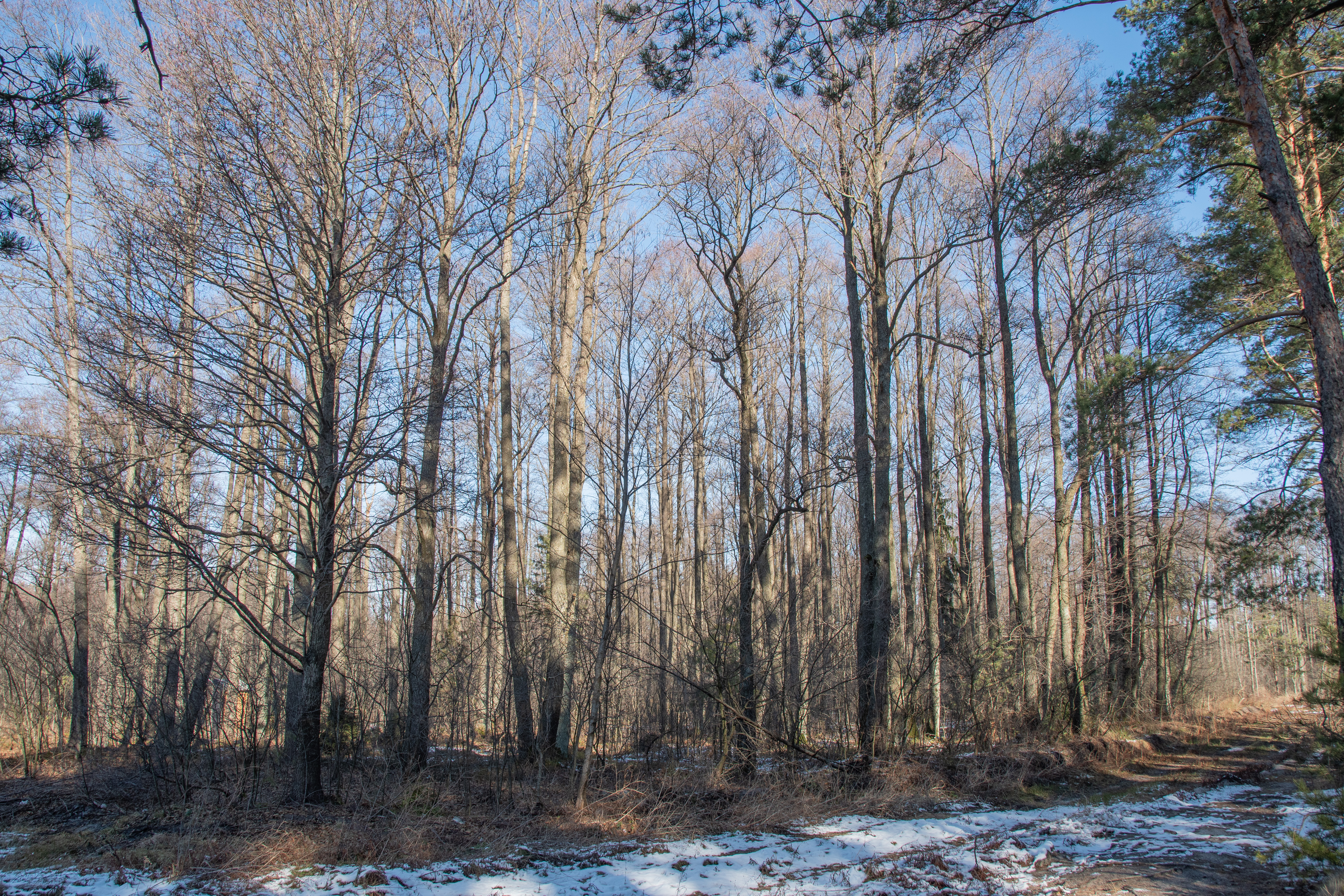
Вигляд біля дошок (кв. 44, вид. 50)